# العهد الجديد في اليونانية الأصلية
العهد الجديد في اليونانية الأصلية (بالإنجليزية The New Testament in the Original Greek) هو نسخة للعهد الجديد طبعت أول مرة عام 1881 وتعرف باسم نص وستكوت اند هورت نسبة لمحرريها وستكوت وهورت وقد استعملا أقدم النصوص والمخطوطات اليونانية المعروفة وقتها.

## وصلات خارجية
- العهد الجديد في اليونانية الأصلية